# Liming
Il liming è un procedimento chimico che, tramite l'apporto di sali di calcio o magnesio nel terreno oppure nelle acque, neutralizza l'acidità del suolo o dell'acqua aumentando l'attività dei batteri restituendogli così le sue funzioni nutritive. Il principale esempio di utilizzo di tale processo in Italia lo si è avuto nel lago d'Orta, effettuato dall'Istituto per lo studio degli ecosistemi di Pallanza. 
La calce è una sostanza basica, il cui effetto è di portare verso un pH neutro un terreno o un lago reso acido da sostanze inquinanti quali i sali di ammonio o di rame. Ciò nonostante, un eccesso di utilizzo può provocare l'effetto contrario di danneggiare la vita delle piante.